# Master KG
Kgaogelo Moagi, känd som Master KG, född 31 januari 1996 i Tzaneen i Limpopoprovinseni Sydafrika, är en sydafrikansk musiker och skivproducent. 
Master KG växte upp i byn Calais i Limpopoprovinsen. Han yrkesbana som musiker började efter det att han kom i kontakt med diskjockeyen Maebela Smaebilicous och de tillsammans började experimentera med musikmjukvara. År 2016 gav han ut sin första singel Situation. För skivmärket Open Mic Production utgav han debutalbumet Skeleton Move 2018. Han sjunger på sitt modersmål khelobedu, ett språk som talas av den etniska gruppen lobedu. Master KG har uppträtt utomlands i bland annat Zambia.
I december 2019 släppte Master KG sången Jerusalema, med sångerskan Nomcebo Zikode. Den blev viral på Internet som video sommaren 2020 i flera länder.
Hans album Skeleton Move fick utmärkelsen "All Africa Music Awards" pris för bästa artist i kategorin "African Electro". Han har också gjort sig känd som tidig företrädare för dansformen "Balobedu".